# Manfred J. Hampe
Manfred J. Hampe (* 5. Januar 1952 in Oberhausen) ist ein deutscher Maschinenbauingenieur und Verfahrenstechniker.
Er ist Professor am Institut für Thermische Verfahrenstechnik an der Technischen Universität Darmstadt. Sein Arbeitsgebiet umfasst Transportprozesse, Marangoni-Effekte, Trocknen von Papier und gestrichenem Papier, Molekulardynamik und Permeation von Salzgestein und Tonformationen für die unterirdische Lagerung von Atommüll.
Professor Hampe hat die Einführung des Bachelor/Master-Studienganges an der TUD maßgeblich organisiert.
2013 erhielt er den Ars legendi-Preis für exzellente Hochschullehre.

## Schriften
- (Hrsg.): Zur Geschichte des Maschinenbaus an der Technischen Universität Darmstadt. VDI, Düsseldorf 2008, ISBN 978-3-18-150053-8.
- Untersuchung des Betriebsverhaltens semipermeabler Membranen zur submarinen Meerwasserentsalzung bei niedrigen Temperaturen. Als Manuskript gedruckt. Fachinformationszentrum Energie, Physik, Mathematik, Kernforschungszentrum, Eggenstein-Leopoldshafen 1979.